# 학생 인권
학생 인권(學生人權) 또는 학생권(學生權)은 학생들이 인간으로서 존엄성과 권리를 보장받으며, 차별 없이 교육을 받을 수 있도록 하는 기본적인 권리를 의미한다. 이는 학습 환경에서의 자유, 표현의 자유, 사생활 보호, 정당한 대우를 받을 권리 등을 포함한다.
학생 인권은 체벌 금지, 학습권 보장, 학생 자치 활동의 자유 같은 요소들이 중요한 부분을 차지한다. 또한, 학교 내에서 부당한 처우나 차별을 받지 않을 권리도 학생 인권의 핵심 요소 중 하나이다.
각국의 법과 제도에 따라 학생 인권의 구체적인 보장 방식은 다를 수 있지만, 유엔 아동권리협약을 비롯한 국제적 기준에서는 학생들도 인권을 존중받아야 한다고 강조하고 있다. 학생 인권을 보호하는 것은 민주적인 교육 환경을 조성하고, 건강한 사회 구성원으로 성장할 수 있도록 돕는 중요한 원칙이다.

## 같이 보기
- 학생 인권 조례
- 청년 인권